# Tanacetum
Tanacetum és un gènere de plantes amb flor de la família Asteraceae. Aquestes plantes són ecològicament importants com a aliment de les erugues d'alguns lepidòpters, com les de la Eupithecia succenturiata, Eupithecia subfuscata, Eupithecia centaureata, Eupithecia absinthiata Eupithecia icterata. La tanarida, planta dura i ruderal, és l'espècie més comuna als Països Catalans.

## Taxonomia
- Tanacetum abrotanifolium (L.) Druce
- Tanacetum achilleifolium (M.Bieb.) Sch.Bip.
- Tanacetum akinfiewii (F.N.Alex.) Tzvelev
- Tanacetum albipannosum
- Tanacetum alpinum — margarida alpina
- Tanacetum alyssifolium Hausskn. ex Bornm.
- Tanacetum anchericum
- Tanacetum annuum L. — tanarida anual o camamil·la pudent
- Tanacetum argenteum Willdenow
- Tanacetum argyraeum DC.
- Tanacetum armenum (DC.) Sch.Bip.
- Tanacetum artemisioides - herba dels cucs.
- Tanacetum atkinsonii (C. B. Clarke) Kitam.
- Tanacetum aucherianum (DC.) Sch.Bip.
- Tanacetum audibertii (Req.) DC.
- Tanacetum bajacalifornicum Moran
- Tanacetum balsamita (L.) — menta de Santa Maria, herba cost, herba caragolera o herba santjoanera
- Tanacetum baltistanicum Podlech
- Tanacetum bipinnatum (L.) Schultz-Bip.
- Tanacetum boreale Fisch. ex DC.
- Tanacetum camphoratum Less.
- Tanacetum canescens DC.
- Tanacetum cappadocicum (DC.) Sch.Bip.
- Tanacetum chiliophyllum (Fisch. & C.A.Mey.) Sch.Bip.
- Tanacetum chinense A. Gray ex Maxim.
- Tanacetum cilicicum (Boiss.) Grierson
- Tanacetum cineraria DC.
- Tanacetum cinerariifolium (Trévis.) Sch.Bip. — piretre o pelitre
- Tanacetum clusii (Fisch. ex Rchb.) Kern.
- Tanacetum coccineum chrysanthème de Perse
- Tanacetum corymbosum (L.) Sch.Bip. — margarida de bosc
- Tanacetum crassipes (Stschegl.) Tzvelev
- Tanacetum densum (Labill.) Sch.Bip.
- Tanacetum douglasi De Candolle
- Tanacetum duderanum (Boiss.) Tzvelev
- Tanacetum dumosum Boiss.
- Tanacetum eginense Hausskn. ex Bornm.
- Tanacetum emodi R.Khan
- Tanacetum erythrospermum Andrz.
- Tanacetum ferulaceum
- Tanacetum flavovirens (Boiss.) Tzvelev
- Tanacetum formosum Soest
- Tanacetum freitagii Podl.
- Tanacetum funkii (Sch. Bip.) Willk. — tanarida d'olor
- Tanacetum germanicopolitanum Bornm. & Heimerl
- Tanacetum gracile Hook. f. & Thomson
- Tanacetum griffithii
- Tanacetum haradjanii (Rech.f.) Grierson
- Tanacetum haussknechtii (Bornm.) Grierson
- Tanacetum hedgei
- Tanacetum heterophyllum Boiss.
- Tanacetum heterotomum Bornm.
- Tanacetum hololeucum (Bornm.) Pod.
- Tanacetum huronense Nuttall
- Tanacetum karelinii Tzvelev
- Tanacetum khorassanicum
- Tanacetum kittaryanum (C.A.Mey.) Tzvelev
- Tanacetum kokanicum Krasch.
- Tanacetum lanuginosum Sch.Bip. & Herder
- Tanacetum lingulatum
- Tanacetum longipedunculatum (Sosn.) Tzvelev
- Tanacetum macrophyllum (Waldst. & Kit.) Sch.Bip.
- Tanacetum macropodum
- Tanacetum microphyllum DC.
- Tanacetum millefolium (L.) Tzvelev
- Tanacetum mindshelkense Kovalevsk.
- Tanacetum monspeliense (L.) Sch.Bip. — margarida de Montpeller
- Tanacetum nitens
- Tanacetum nivale Sch.Bip.
- Tanacetum niveum Schultz Bip.
- Tanacetum odessanum (Klokov) Tzvelev
- Tanacetum oligocephalum (DC.) Sch.Bip.
- Tanacetum paczoskii (Zefir.) Tzvelev
- Tanacetum pakistanicum Podlech
- Tanacetum paleaceum
- Tanacetum paradoxum Bornm.
- Tanacetum parthenium (L.) Sch.Bip. — botonets
- Tanacetum pinnatum Boiss.
- Tanacetum polycephalum Sch. Bip.
- Tanacetum poteriifolium (Ledeb.) Grierson
- Tanacetum praeteritum (Horw.) Heywood
- Tanacetum pseudoachillea C.G.A.Winkl.
- Tanacetum ptarmicaeflorum (Webb & Berth.) Schultz-Bip.
- Tanacetum punctatum
- Tanacetum pyrethroides
- Tanacetum rockii Mattf.
- Tanacetum roylei (DC.) Podlech
- Tanacetum rupestre
- Tanacetum santolina(B.Fedtsch.) C.Winkl.
- Tanacetum santolinoides
- Tanacetum saxicola (Krasch.) Tzvelev
- Tanacetum sclerophyllum (Krasch.) Tzvelev
- Tanacetum scopulorum (Krasch.) Tzvelev
- Tanacetum semenovii
- Tanacetum senecionis
- Tanacetum sericeum M.Bieb.
- Tanacetum sibiricum L.
- Tanacetum sinaicum (Fresen) Del. ex Bremer & Humphries
- Tanacetum sipikorense Bornm.
- Tanacetum tabrisianum (Boiss.) Sosn. & Takht.
- Tanacetum tadshikorum Kudrj.
- Tanacetum tamrutense Sosn.
- Tanacetum tanacetoides (DC.) Tzvelev
- Tanacetum tenuisectum (Boiss.) Podlech
- Tanacetum tenuissimum (Trautv.) Grossh.
- Tanacetum turcomanicum (Krasch.) Tzvelev
- Tanacetum turlanicum (Pavlov) Tzvelev
- Tanacetum ulutavicum Tzvelev
- Tanacetum uniflorum (Fisch. & C.A.Mey.) Sch.Bip.
- Tanacetum uralense (Krasch.) Tzvelev
- Tanacetum vahlii
- Tanacetum vulgare L. — tanarida
- Tanacetum walteri (C.G.A.Winkl.) Tzvelev
- Tanacetum zangezuricum Chandjian

## Galerie

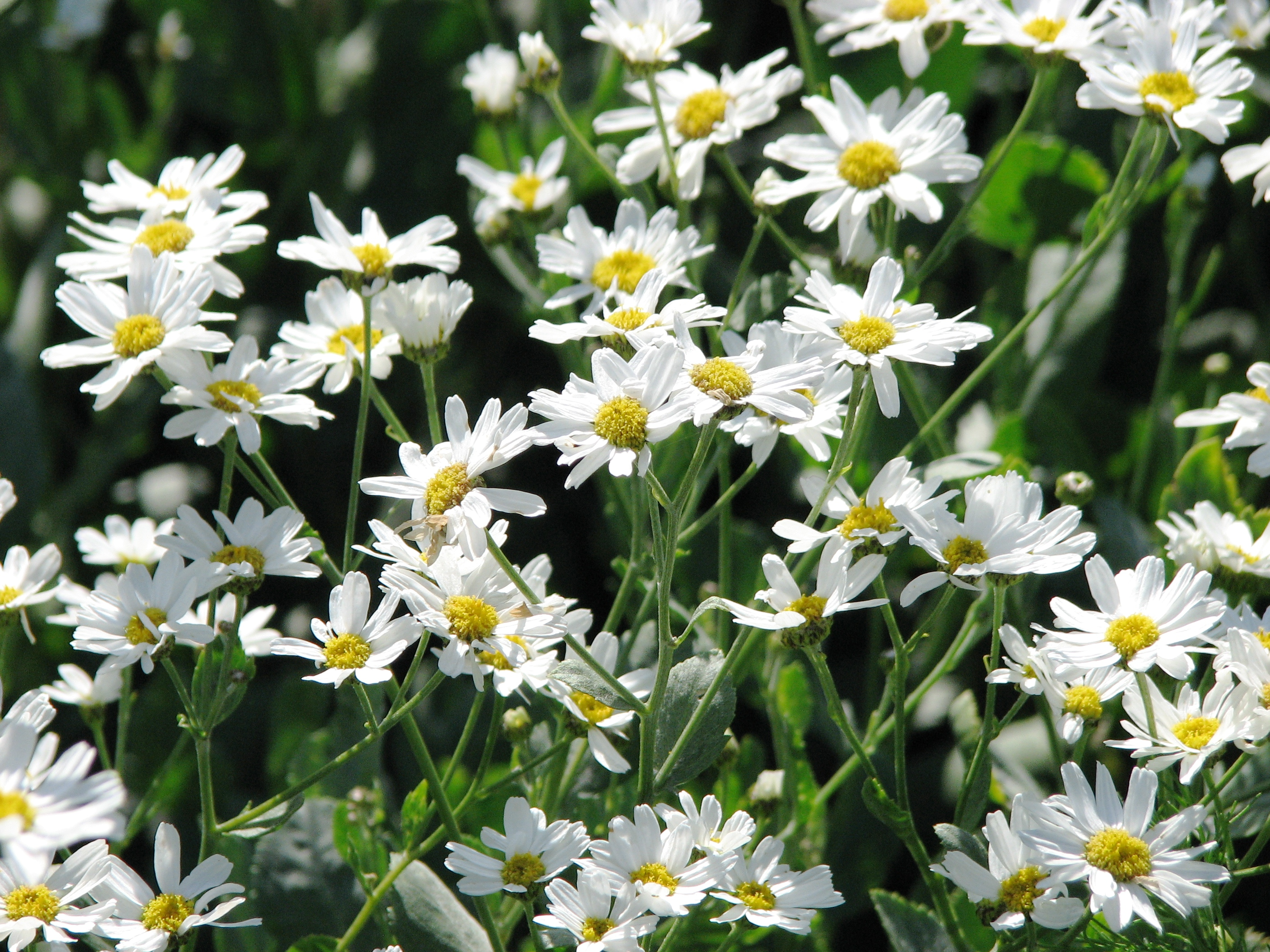
Tanacetum balsamita
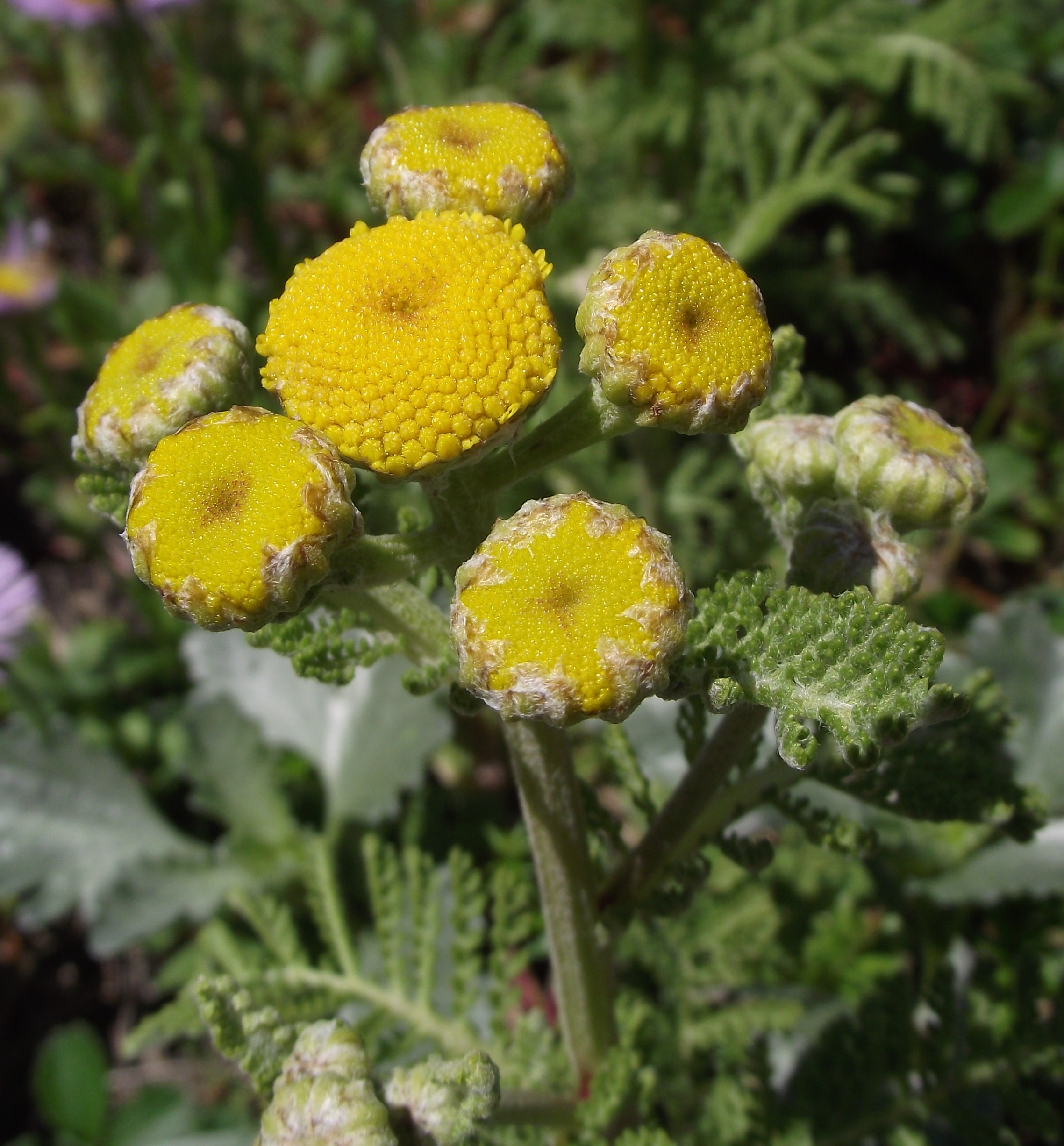
Tanacetum camphoratum
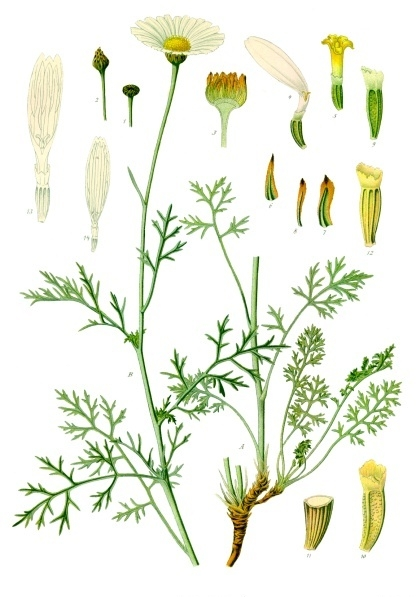
Tanacetum cinerariifolium
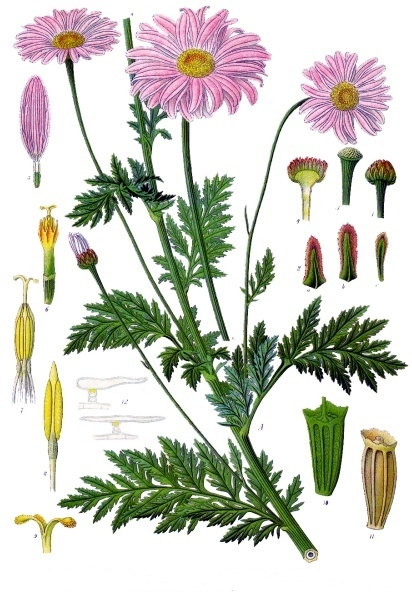
Tanacetum coccineum
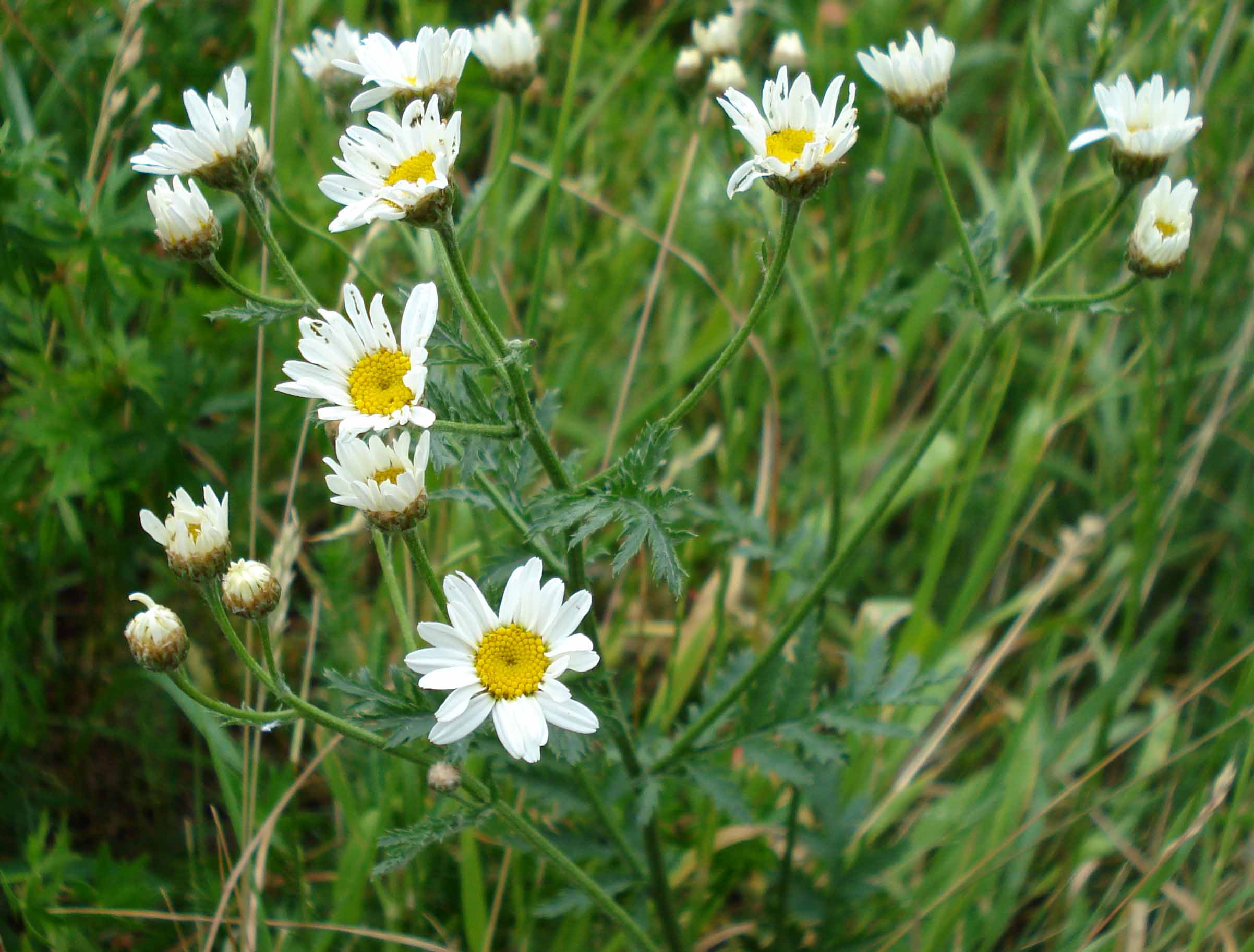
Tanacetum corymbosum
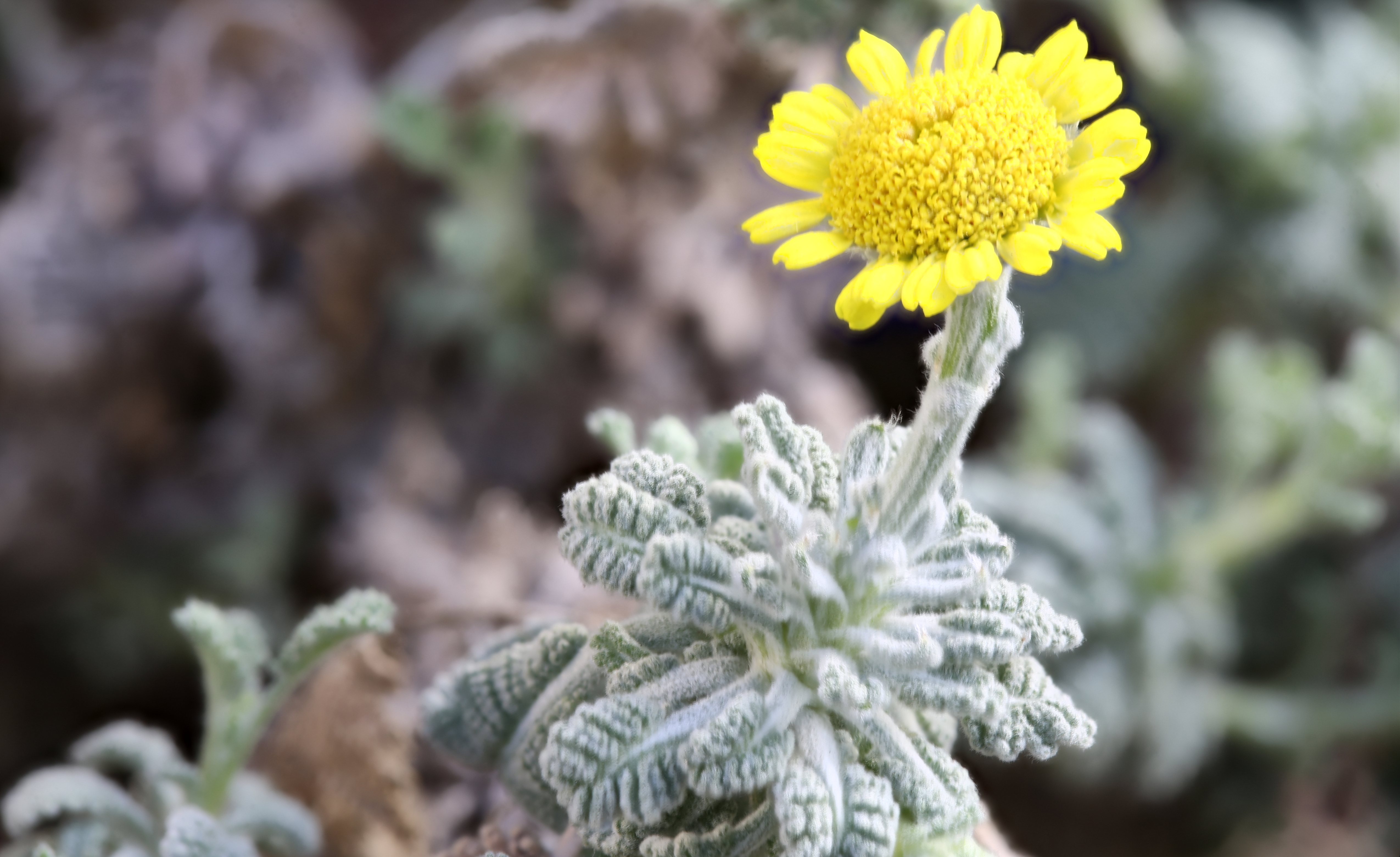
Tanacetum densum
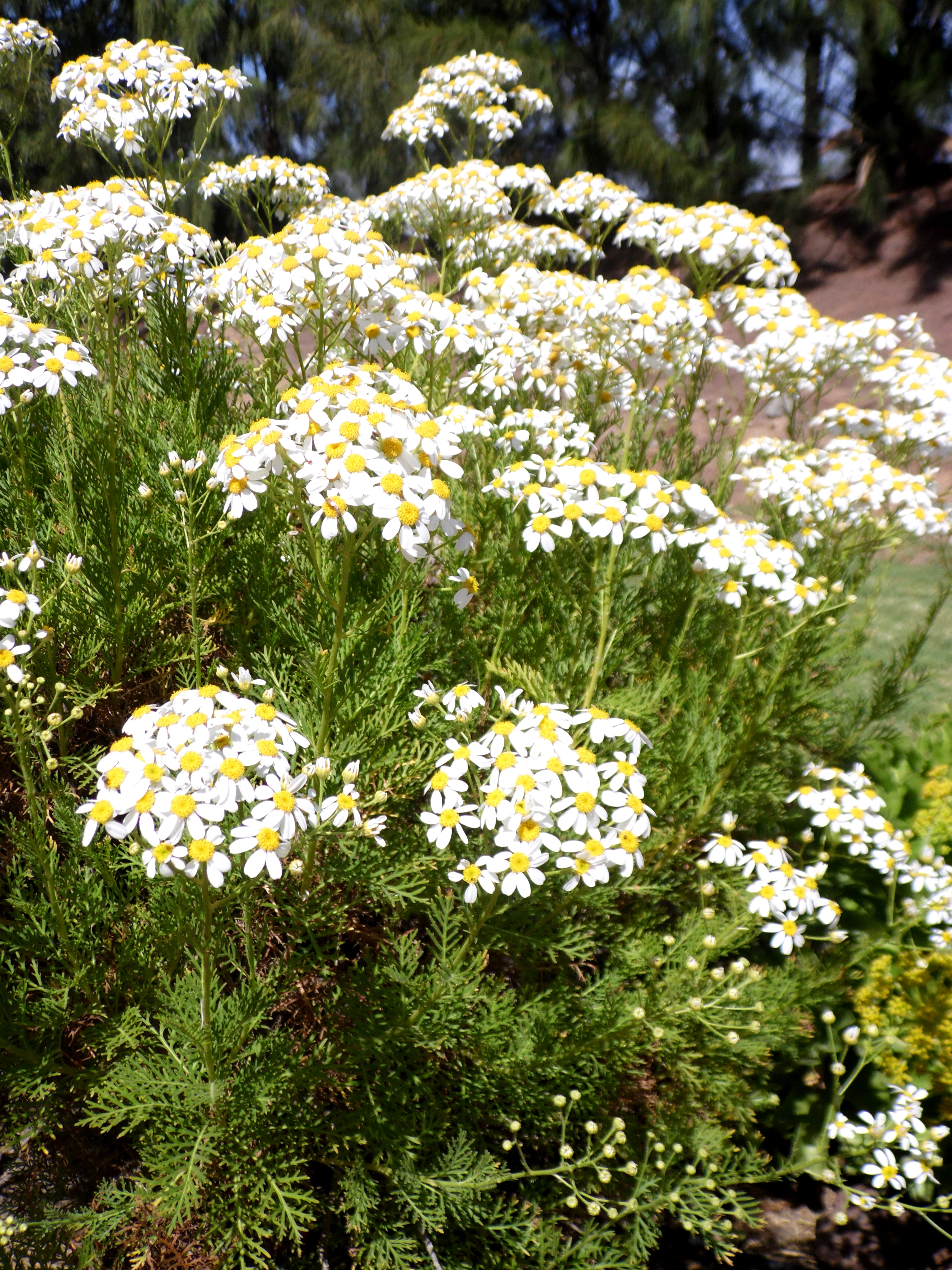
Tanacetum ferulaceum
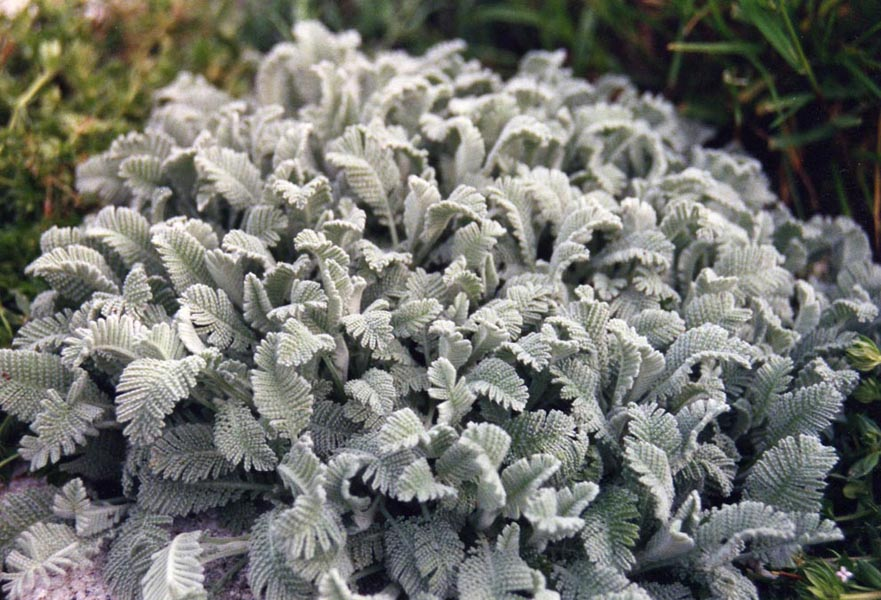
Tanacetum haradjanii
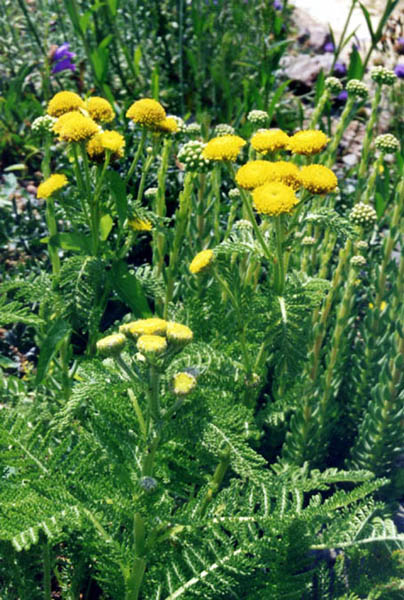
Tanacetum huronense
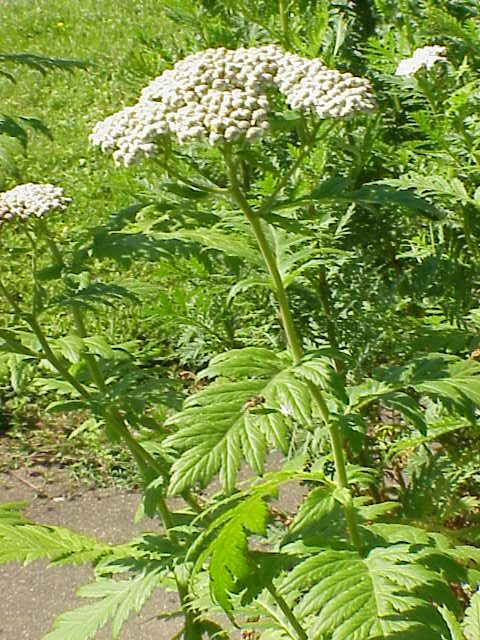
Tanacetum macrophyllum
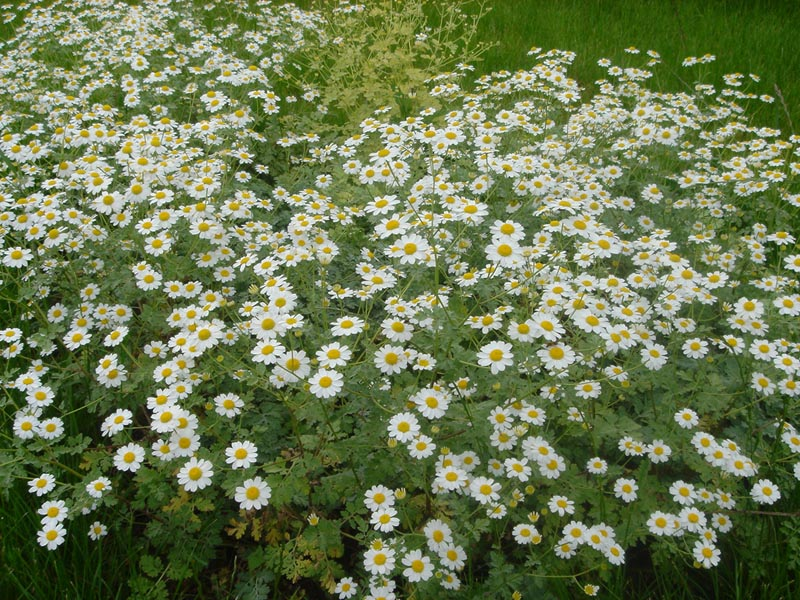
Tanacetum niveum
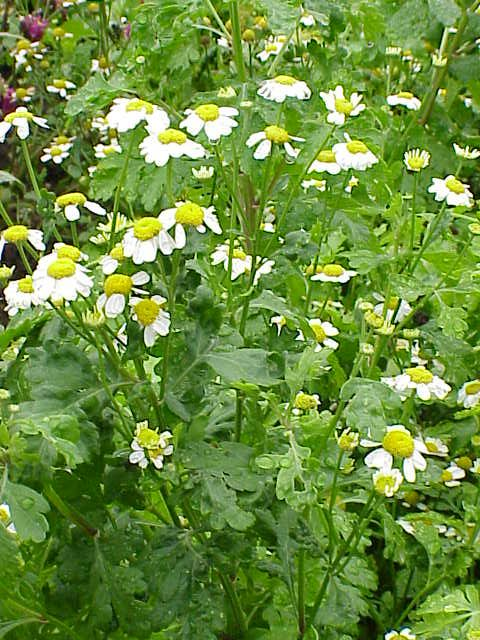
Tanacetum parthenium
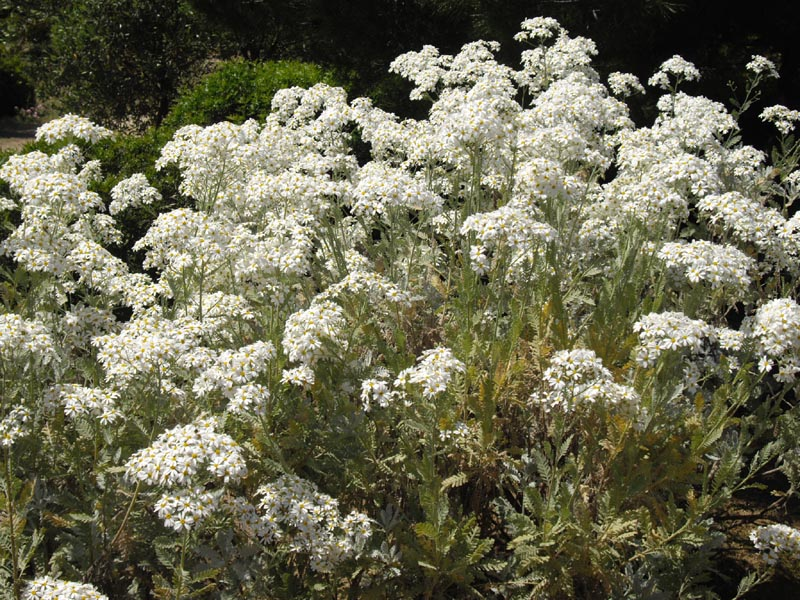
Tanacetum ptarmiciflorum
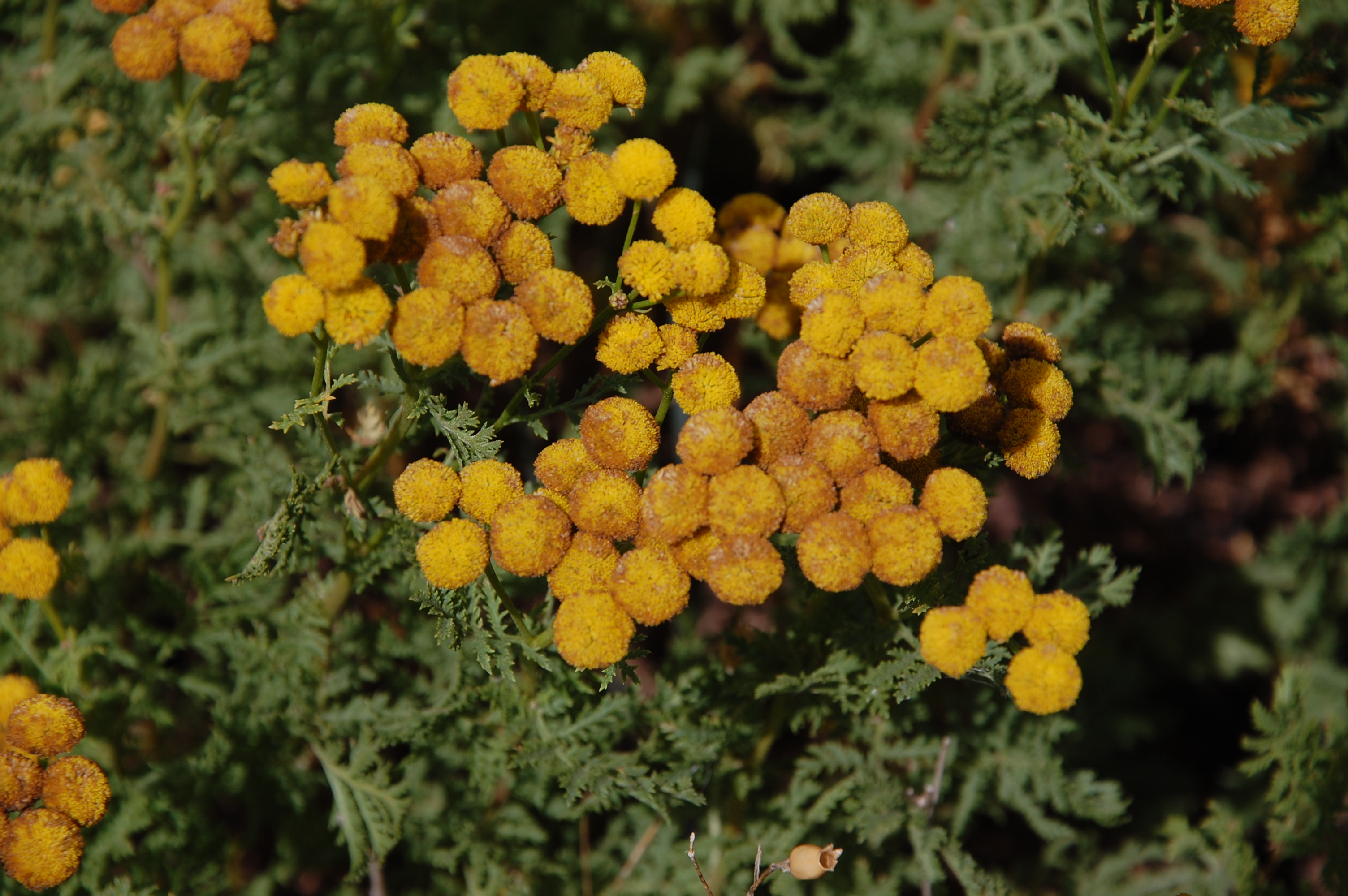
Tanacetum siculum
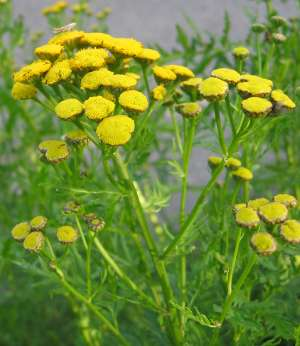
Tanacetum vulgare